# 龍岩線
龍岩線（リョンアムせん）は、朝鮮民主主義人民共和国平安北道球場郡にある球場青年駅から龍岩駅までを結ぶ鉄道路線である。

## 路線データ
- 路線距離：球場青年～龍岩間7.4km
- 駅数：2（両端駅を含む）
- 軌間：1435mm
- 電化区間：全線（直流3000V）
- 複線区間：なし

## 概要
日本統治時代に建設された龍登線を原型としている。

## 歴史
- 1934年4月1日：龍登線として開業[1]。
- 1944年6月15日：蝀龍窟駅廃止[2]。
- 日時不明：龍岩線に改称。

## 駅一覧
- 駅所在地は全線平安北道球場郡内。

| 駅名                | 駅名                | 駅名                       | 駅間キロ (km) | 累計キロ (km) | 接続路線                                 |
| 日本語              | 朝鮮語              | 英語                       | 駅間キロ (km) | 累計キロ (km) | 接続路線                                 |
| ------------------- | ------------------- | -------------------------- | ------------- | ------------- | ---------------------------------------- |
| 球場青年駅 (球場駅) | 구장청년역 (구장역) | Kujang Ch'ŏngnyŏn (Kujang) | 0.0           | 0.0           | 北朝鮮鉄道省：満浦線・平徳線・青年八院線 |
| 龍岩駅 (龍登駅)     | 룡암역 (용등역)     | Ryong'am (Yongdŭng)        | 7.4           | 7.4           |                                          |

### 廃駅
- 蝀龍窟駅（동룡굴역） - 球場青年駅と龍岩駅との間に存在した。廃止当時は平安北道球場郡に位置していた。（球場青年起点2.6km）

## 参考資料
- 国分隼人（2007年）. 『将軍様の鉄道 北朝鮮鉄道事情』, 新潮社. ISBN 9784103037316